# Henry Abegg
Henry Edvard Oscar Abegg, född 15 september 1903 i Malmö, död 10 december 1994 i Göteborg, var en svensk ingenjör och företagsledare.
Abegg, som var son till överingenjör Eduard Abegg och Tony Lundberg, utexaminerades från högre tekniska läroverket i Malmö 1926 och från Technikum för textilindustri i Reutlingen, Tyskland, 1930. Han blev ingenjör vid Manufaktur AB (MAB) i Malmö 1926, vid Mölnlycke AB 1933 och var verkställande direktör för Mölnlycke Sytråd AB från 1959. Han skrev artiklar i fackpress och uppslagsverk. Abegg är gravsatt i minneslunden på Västra kyrkogården i Göteborg.